# سنگ‌چشم مک‌کینون
سنگ‌چشم مک‌کینون (نام علمی: Lanius mackinnoni) نام یک گونه از سرده سنگ‌چشم‌های معمولی است.